# Krzysztof Majka (ambasador)
Krzysztof Ignacy Majka (ur. 1949 w Gdańsku) – polski polityk, inżynier, nauczyciel akademicki i dyplomata, senator IV kadencji, ambasador RP w Indiach (2001–2008) i Korei Południowej (2011–2017).

## Życiorys
W 1965 ukończył Państwową Szkołę Muzyczną I st. w Koszalinie w klasie skrzypiec. Został też absolwentem II Liceum Ogólnokształcącego im. Władysława Broniewskiego w Koszalinie. W 1973 ukończył studia na Wydziale Budowy Maszyn Politechniki Gdańskiej. Był stypendystą i pracownikiem naukowym Wyższej Szkoły Inżynierskiej w Koszalinie. Od 1979 do 1982 przebywał na stażu naukowym w Indian Institute of Science w Bengaluru w ramach polsko-indyjskiej wymiany kulturalno-naukowej. Uzyskał następnie stopień doktora nauk technicznych. Jako pracownik naukowy został adiunktem na Politechnice Koszalińskiej, w pracy badawczej specjalizując się w procesach termodynamicznych i zagadnieniach przepływów oraz technice chłodnictwa. Uzyskał członkostwo w Gdańskim Towarzystwie Naukowym oraz w Stowarzyszeniu Inżynierów i Techników Mechaników Polskich, a także w Maharashtra United Nations Association. Autor patentów oraz około 60 publikacji krajowych i zagranicznych.
W latach 1993–1996 pełnił funkcję konsula generalnego w Mumbaju. W latach 1997–2001 był senatorem IV kadencji z ramienia Akcji Wyborczej Solidarność, wybranym w województwie koszalińskim. Początkowo był wiceprzewodniczącym, a od 2000 przewodniczącym Komisji Spraw Zagranicznych i Integracji Europejskiej. Pełnił także funkcję wiceprzewodniczącego Międzyparlamentarnej Komisji Wspólnej RP-UE. Należał ponadto do Komisji Ochrony Środowiska. W latach 2000–2001 był członkiem grupy refleksyjnej działającej przy prezydencie RP.
Po zakończeniu senackiej kadencji w 2001 objął stanowisko ambasadora RP w Indiach (akredytowanego lub działającego w charakterze obserwatora również w Bhutanie, Nepalu, Sri Lance, Bangladeszu oraz na Malediwach). Pełnił tę funkcję do 15 maja 2008. W 2007 został przez tygodnik „Wprost” uznany za jednego z najlepszych ambasadorów. Od września 2008 do stycznia 2011 był wicedyrektorem Departamentu Azji i Pacyfiku w MSZ.
14 lutego 2011 mianowany ambasadorem RP w Republice Korei. Odwołany z dniem 31 marca 2017.

## Życie prywatne
Żonaty z Zofią Majką, ma syna.

## Odznaczenia i wyróżnienia
- 1987 – Nagroda Ministra Nauki i Szkolnictwa Wyższego za osiągnięcia naukowe w badaniach nad systemem przechowalni ziemniaków i innych ziemiopłodów[1]
- 2014 – tytuł „Doctor of Laws, honoris causa” uniwersytetu KMU w Daegu[10]
- 2015 – honorowe obywatelstwo Seulu[14]
- 2017 – honorowy tytuł „Ambasadora Koszalina” z okazji 750-lecia założenia miasta[15]
- 2017 – Order Służby Dyplomatycznej(inne języki) Gwanghwa Medal (Korea Południowa)[13]